# Tesma tessmanniana
Tesma tessmanniana là một loài bướm đêm thuộc phân họ Arctiinae, họ Erebidae.